# Epicardiectomy
Epicardiectomy je česká slam death metalová skupina z Prahy. Byla založena v roce 2007 a od té doby vydala tři studiová alba, pět demo nahrávek, jednu kompilaci a split album. Podle Metal Archives je Epicardiectomy jediná aktivní česká slam skupina. Jejich texty se zaměřují na mutaci, nekrofilii, perverzi a gore.
Jejich název označuje chirurgický postup, kdy se odstraňuje vrstva tkáně ze srdce.

## Sestava

### Současní členové
- Milan Moškon – bicí (2007–současnost)
- Serge Gordeev – kytara (2009–současnost)
- Stan Pozharnitsky – baskytara (2017–současnost)

### Bývalí členové
- Tomáš Mleziva – kytary (?)
- Láďa – kytary (?)
- Venca Šrámek – vokály (?)
- Zelda – kytary (2007–2009)
- Tom Vysoký – vokály (2009–2014)
- Andrew Benc – vokály (2014–2024)

## Diskografie

### Studiová alba
- Grotesque Monument of Paraperversive Transfixion – 2018
- Putreseminal Morphodispastic Virulency – 2014
- Abhorrent Stench Of Posthumous Gastrorectal Desecration – 2012

### Dema
- Promo 2010 – 2010
- Ulcerous Cadaveric Decrepitation – 2011
- Deranged Self–Mutilating Emasculation – 2013
- Repugnant Hemicraniotomical Ingurgitation – 2015
- Exhumed Decollated Mutilation – 2023

### Split a kompilace
- Goresoaked Slamssacre – split 2010
- Relics from Malodorous Pile – kompilace 2018